# Miosite eosinofilica
Per  Miosite eosinofilica in campo medico, si intende una rara forma di miosite, caratterizzata da infiltrazioni eosinofiliche  nei muscoli.

## Eziologia
La causa può essere un'infezione parassitaria o causata dalla somministrazione di alcuni farmaci oppure essere idiopatica.

## Sintomatologia
Fra i sintomi e i segni clinici ritroviamo senso di stanchezza, rash cutaneo, dolore, comparsa di edema.

## Diagnosi
Oltre alle indagini di laboratorio la biopsia è lo strumento diagnostico più efficace.